# Valle dell'Aterno
Con valle dell'Aterno si identifica la valle, posta nella parte settentrionale della provincia dell'Aquila, in Abruzzo, coincidente in buona parte con il bacino idrografico del fiume Aterno ovvero da esso percorso a partire dalla sorgente, localizzata nel massiccio dei Monti dell'Alto Aterno nel territorio di Montereale (AQ), fino all'immissione nel fiume Pescara nei pressi di Popoli Terme (PE).

## Descrizione

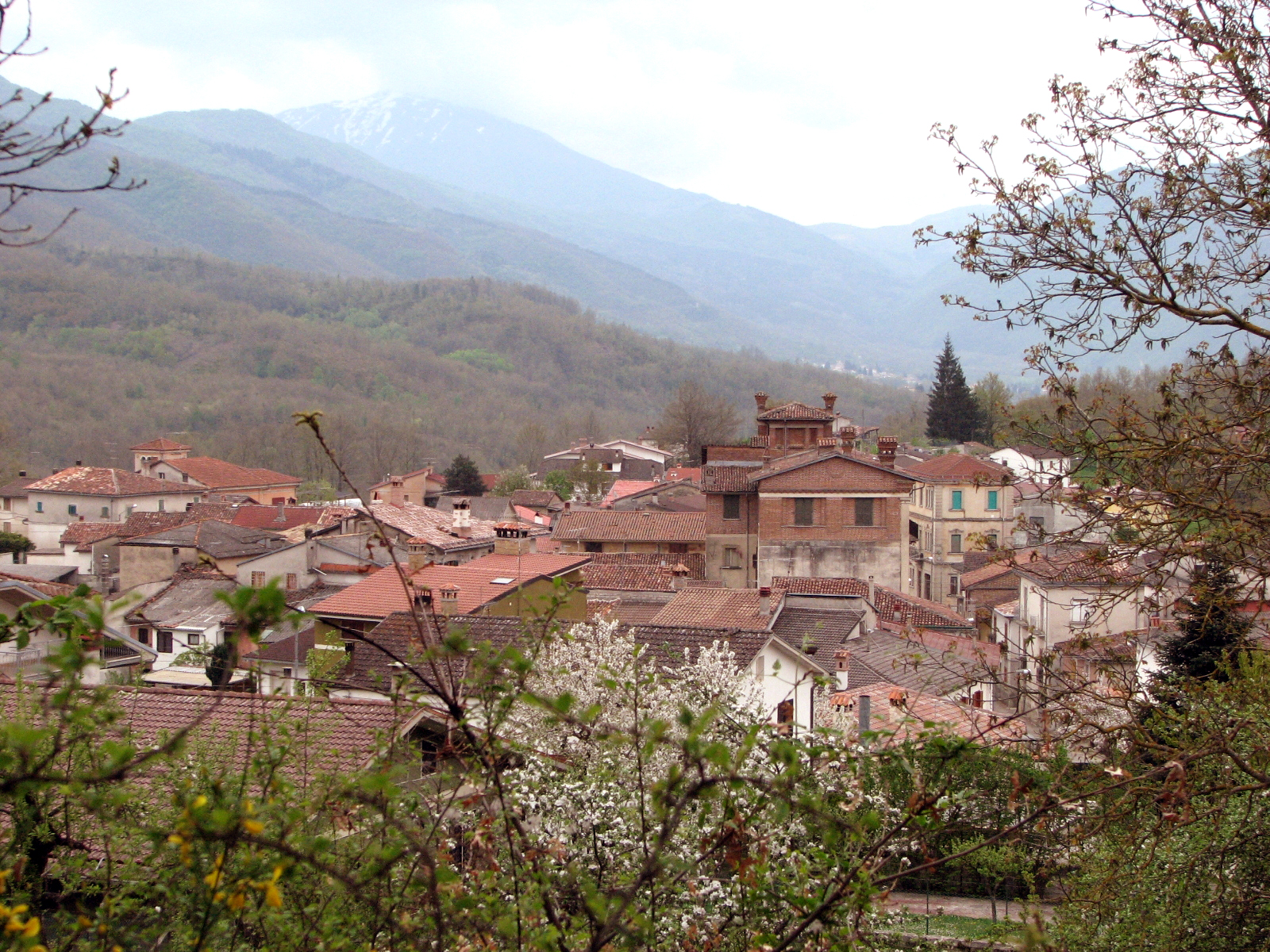
Monti dell'Alto Aterno (alto corso)

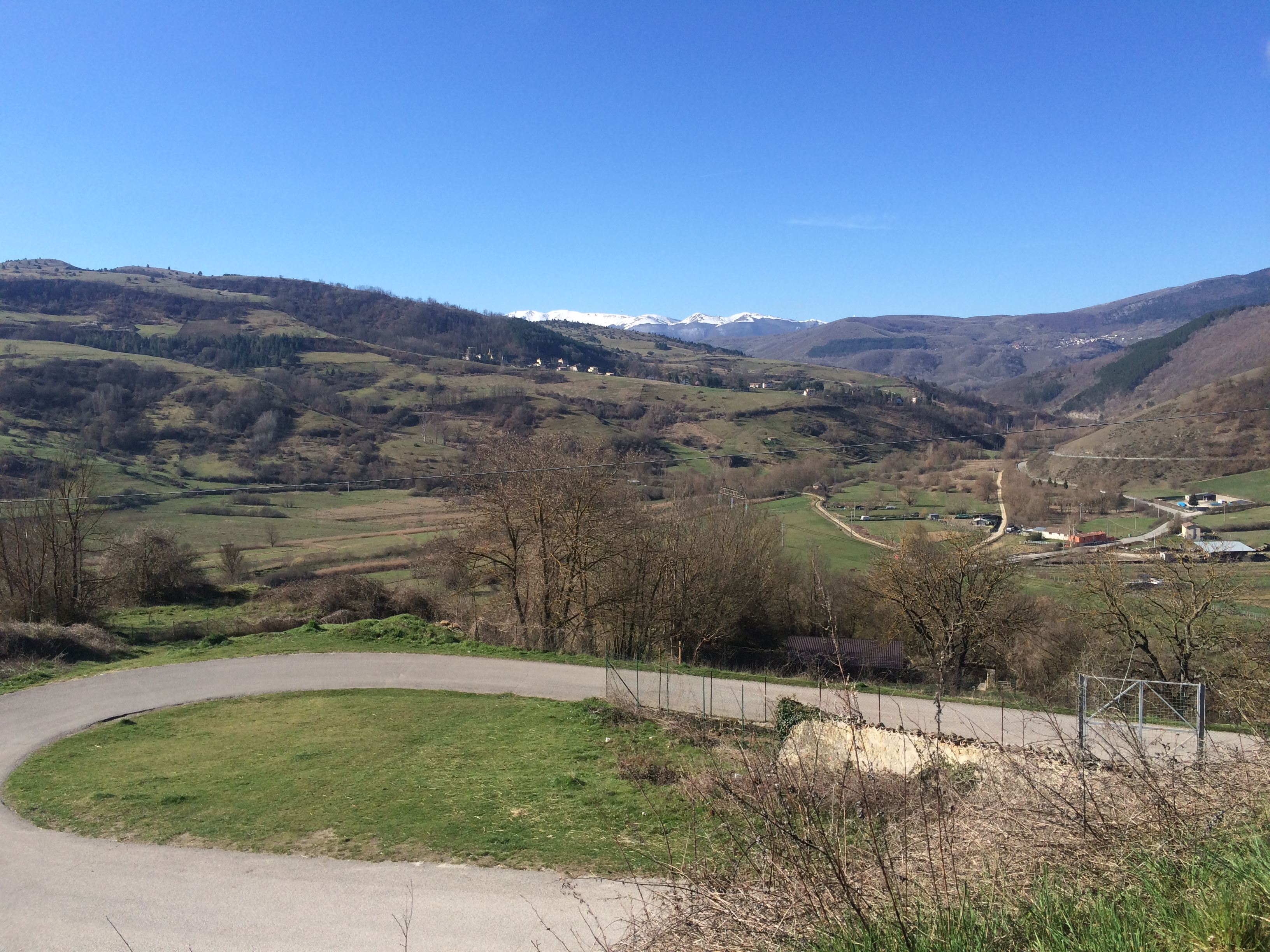
Alto Aterno, panorama da Montereale

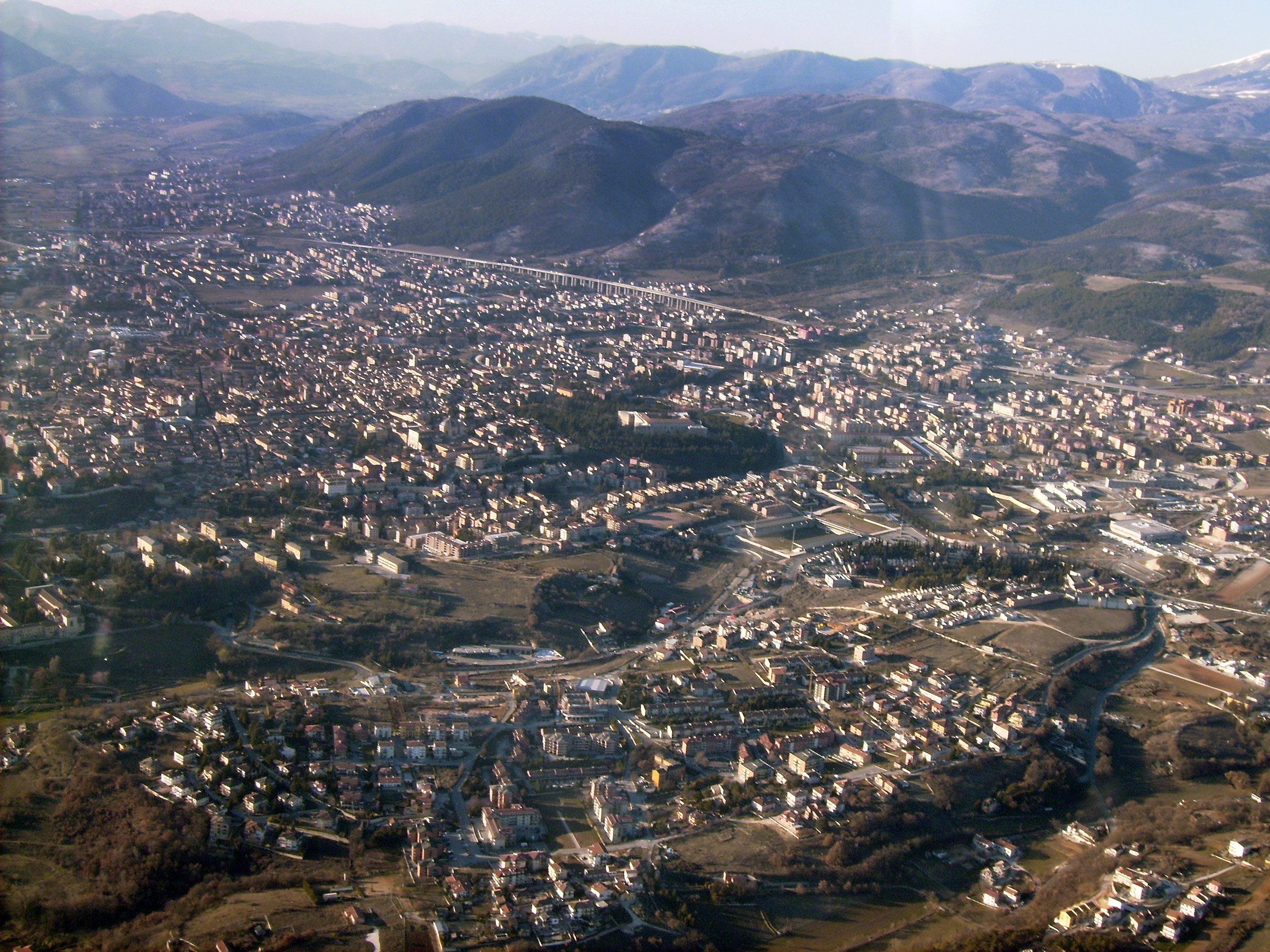
Conca Aquilana (medio corso)

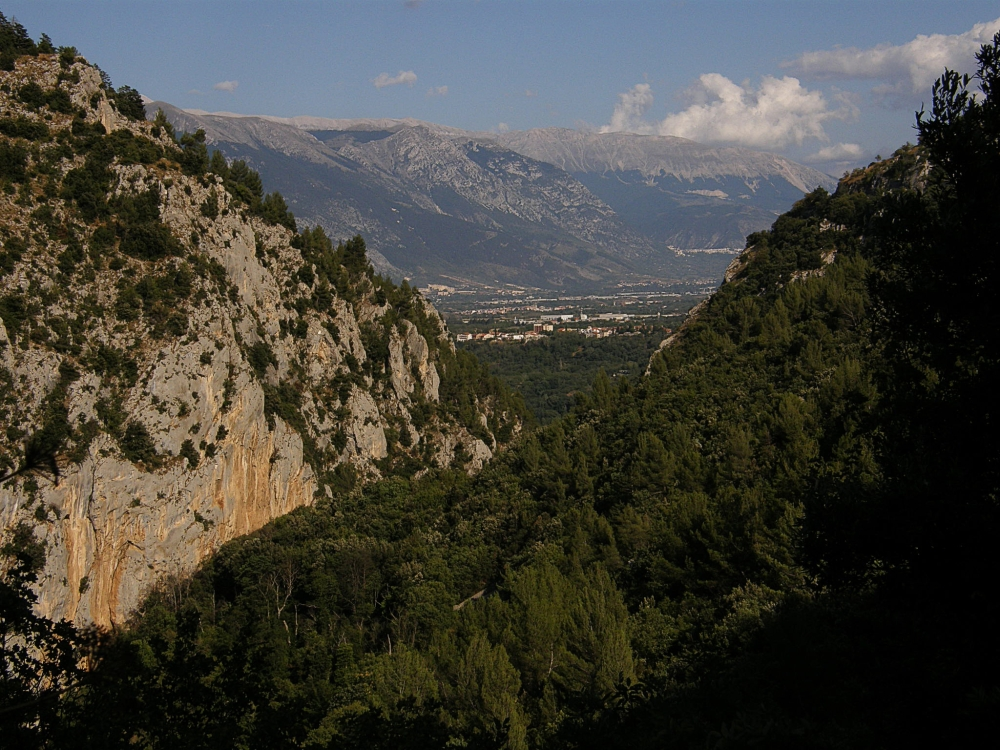
Gole di San Venanzio (Raiano) (ultimo corso)

Incastonata tra i Monti dell'Alto Aterno a nord, il Gran Sasso a est, che la separa dalla zona del teramano, il gruppo montuoso di Monte Ocre-Monte Cagno e il Monte Sirente a ovest, tra il Parco nazionale del Gran Sasso e Monti della Laga ed il Parco naturale regionale Sirente-Velino, che la separa dalla Marsica, la vallata rappresenta il principale collegamento tra la conca aquilana e quella peligna e può essere ulteriormente suddivisa in tre aree ben distinte: l'Alto Aterno (700-900 m s.l.m), territorio morfologicamente complesso ad un'altitudine media elevata, tra Montereale e Pizzoli, la conca pianeggiante nell'intorno dell'Aquila (Conca Aquilana, 700 m s.l.m. circa) e la gola (cosiddetta valle Subequana) tra Villa Sant'Angelo e Molina Aterno (500-600 m s.l.m. circa). 
La valle inoltre lambisce la già citata conca peligna che si estende a sud di Raiano dopo aver attraversato le Gole di San Venanzio. Nel tratto centrale, costituisce inoltre la separazione orografica tra il massiccio del Gran Sasso d'Italia, a nord-est dell'Aterno, e quello del Velino-Sirente, a sud-ovest. Prima dell'ultimo tratto nella Valle Subequana si collega marginalmente a sud-est con i limiti nord-occidentali dell'Altopiano di Navelli.
I centri urbani situati lungo la valle dell'Aterno sono, nell'ordine: Montereale, Capitignano, San Giovanni (frazione di Cagnano Amiterno), Barete, Pizzoli, L'Aquila (con le frazioni di Coppito, Monticchio e Onna), Sant'Eusanio Forconese, Villa Sant'Angelo, Fagnano Alto, Fontecchio, Tione degli Abruzzi, Acciano, Molina Aterno e Raiano. Le principali infrastrutture stradali sono la S.S. 260 nell'Alto Aterno, la S.S. 80 e la S.S. 17 in corrispondenza del capoluogo abruzzese e la S.S. 261 nella valle Subequana; tra L'Aquila e Raiano, la valle è inoltre attraversata dalla ferrovia Terni-Sulmona che costituisce anche un'importante risorsa turistica per il comprensorio.

## Storia

### Periodo romano
I popoli originari erano i Vestini, Sabini e Peligni, che dal IX secolo a.C. dominarono la valle dalla città di Amiternum (L'Aquila, località San Vittorino), fino alla conquista romana del II secolo a.C. e del secolo seguente. Esistevano due realtà, Amiternum ad ovest, e la città di Forcona (Civita di Bagno) ad est, l'una abitata dai Sabini, l'altra dai Vestini La valle era molto proficua e lo dimostra la ricchezza della città amiternina, che commerciava con il resto dell'Italia mediante i tratturi, e la via Claudia Nova, in direzione del mare Adriatico, o di Roma.

### Epoca medievale
Nel IX secolo d.C. la città di Amiternum perde la sua importanza, gravata da vari saccheggi barbari, e dall'infeudamento dentro la cosiddetta provincia Valeria (la Marsica), ripartita nell'VIII secolo in 7 galstaldie longobarde, tra cui Forcona e Amiterno, che obbedivano in ambito religioso all'abbazia di Montecassino e all'abbazia di Farfa, e in ambito politico al signore di Celano. Infatti dal X secolo, con l'arrivo dei Franchi, specialmente con Berardo il Francisco e Attone, l'uno divenne signore di Celano, inaugurando la dinastia dei Conti dei Marsi, che governò molti feudi dell'aquilano e della Marsica sino al XIV secolo, Attone invece si stabilì a Chieti.
Si manifestano anche le prime forme di arte cristiana, e il culto di martiri locali come Vittorino di Amiterno e Massimo d'Aveia (Fossa), che diventerà il patrono di L'Aquila una volta fondata, ma anche di Penne, con cui si avrà un'accesa diatriba per le reliquie. Prima del 1257 le sue reliquie riposavano nella primitiva cattedrale della diocesi Amiternino-Forconese, in località Civita di Bagno, ancora oggi in parte anora in piedi.

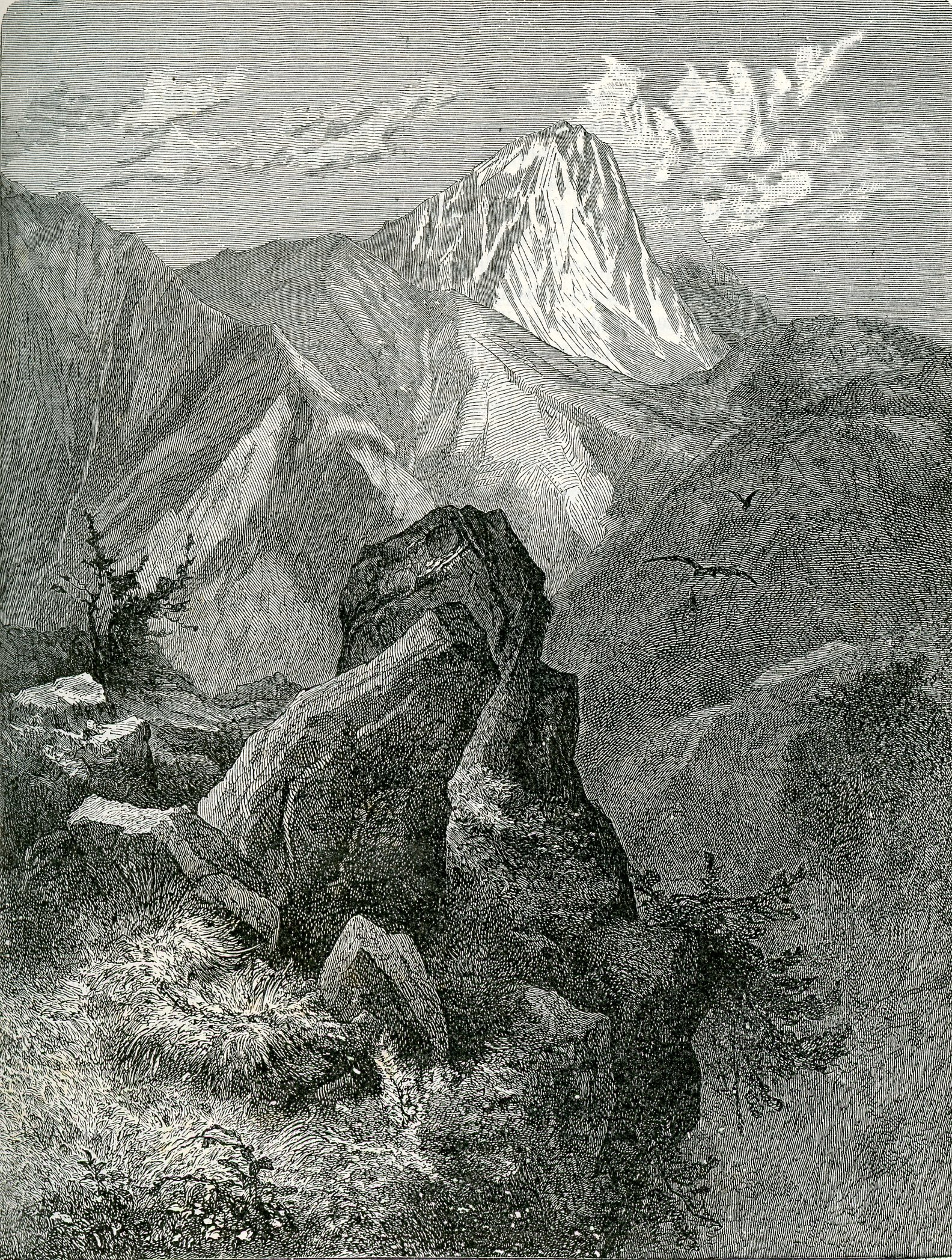
Il Gran Sasso in un disegno del 1899

Incomincia anche l'opera di incastellamento a partire dalla conquista normanna nell'XI-XII secolo, con la costruzione delle cittadelle sopra i cocuzzoli montuosi per dominare meglio la valle dell'Aterno. Esempi sono il Castello di Ocre, la Torre circolare di Fossa,  il Castello di Sant'Eusanio Forconese e il borgo fortificato di Castello Fagnano Alto. Anche Tione si fornisce di un castello, di cui oggi resta la torre civica, un'altra torre poco distante è in Goriano Valli. Questi castelli nel 1254, seguendo il cronista Buccio di Ranallo, e poi ancora nel 1267 con la ricostruzione, fondarono la città dell'Aquila, la leggenda vuole che in tutto i castelli fossero 99. La città ben presto, per i privilegi reali dapprima degli Svevi, poi degli Angiò e degli Aragona, sino al XVI secolo, ma anche dopo, tessette un rapporto capillare città-contado e castello di appartenenza di ciascun locale dei Quattro Quarti del tessuto edilizio dentro le mura. Questo rapporto feudale dei vari signorotti permanette sino al 1799, permettendo il principale sostentamento economico della città, dei guadagni ricavati dai prodotti agricoli, e dal commercio della lana e del bestiame attraverso i percorsi verso la Puglia dei tratturi, tra cui il Tratturo Magno di Collemaggio.
L'economia si basava prevalentemente sul commercio di bestiame e di pecore presso il Tratturo L'Aquila-Foggia. La fedeltà aquilana alla casa angioina, anche durante la guerra di successione tra Giovanna II di Napoli d'Angiò e il pretendente Alfonso I d'Aragona, costò alla città nel 1423-24 costerà l'assedio del capitano aragonese Braccio da Montone, che si occupò inizialmente di occupare i castelli confocolieri della città, per impedire aiuti di ogni tipo, e in certi casi di ribellione, come a San Pio delle Camere e Barisciano, anche l'assedio forzato con la distruzione e l'umiliazione degli abitanti. Tuttavia Braccio non riuscì in quest'anno d'assedio a penetrare nelle mura, per la risolutezza dei cittadini, e nella battaglia del 2 giugno 1424 presso la piana di Bazzano venne sconfitto dalla coalizione angioino-papale (il pontefice Martino V) comandata da Francesco Sforza e Giacomo Caldora.

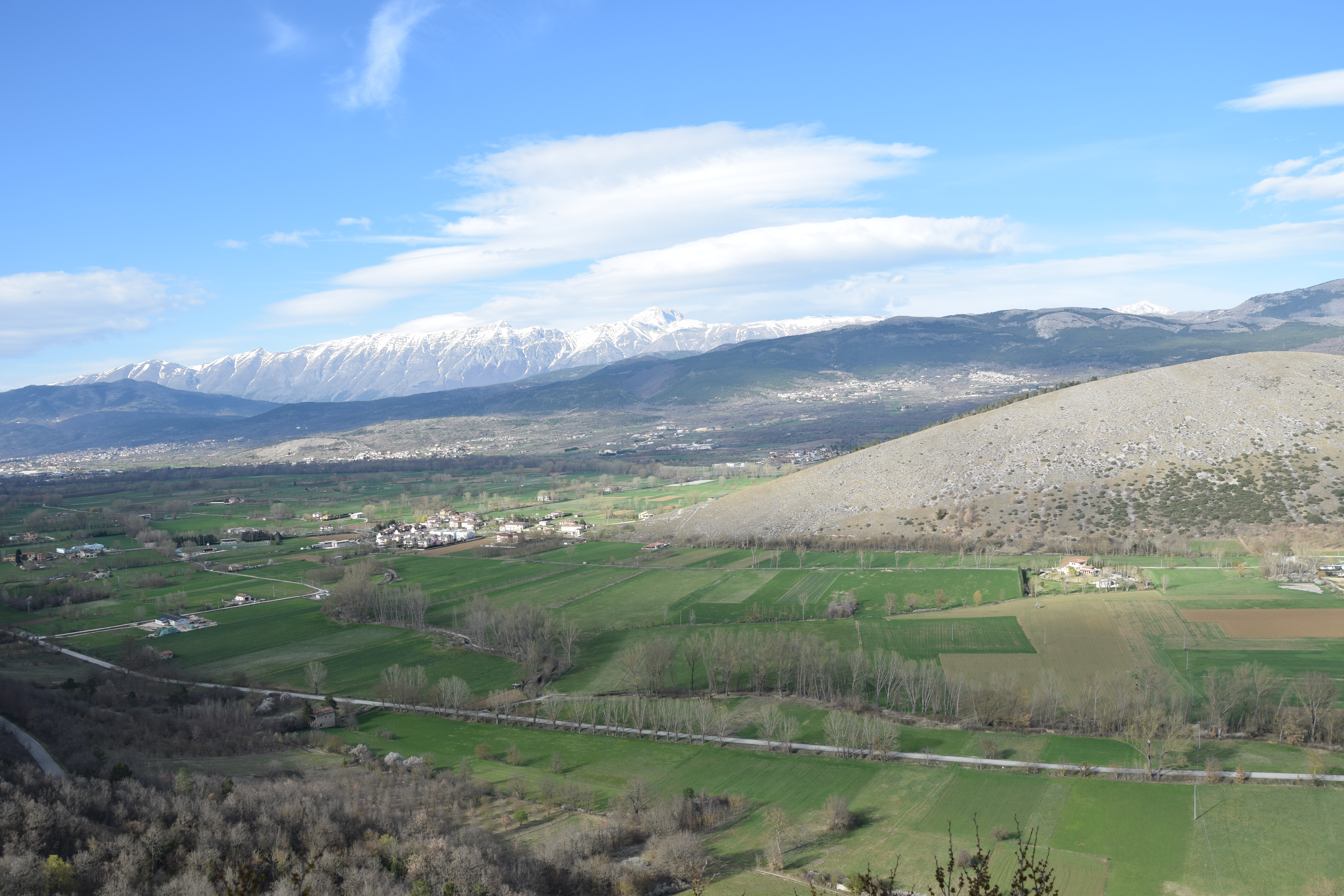
La valle e il monte Cerro visti dal monastero di Santo Spirito

Durante il Regno di Sicilia e il Regno di Napoli, ovvero dal XIII al XIX secolo, il territorio era compreso nell'Abruzzo Ulteriore dopo la suddivisione del Giustizierato d'Abruzzo, mentre nell'XIX secolo fu compreso nell'Abruzzo Ultra II (Distretto di Aquila) con capoluogo proprio la città amiternina, sino alla ricompattazione territoriale nel 1927 con la creazione della provincia dell'Aquila. Il fiume Aterno, che scendeva sino a Popoli, fondendosi con la Pescara nelle relative sorgenti, passò al territorio di Pescara.

### I terremoti
Posta sopra un sistema di faglie (Campotosto-Barete e Roio-Onna), la valle è stata spesso scossa da gravi terremoti, come il terremoto dell'Aquila del 1461 (verificatosi tra Roio e Paganica), quello gravissimo del 1703 (verificatosi tra Barete e Campotosto) e gli ultimi del 2009 (sempre con epicentro tra Onna, Roio e Paganica) e del 2016 (che si è verificato ad Amatrice, interessando però i luoghi già colpiti di Montereale, Campotosto, soprattutto quando queste scosse hanno riattivato la storica faglia di Campotosto nel gennaio 2017).

## Luoghi d'interesse

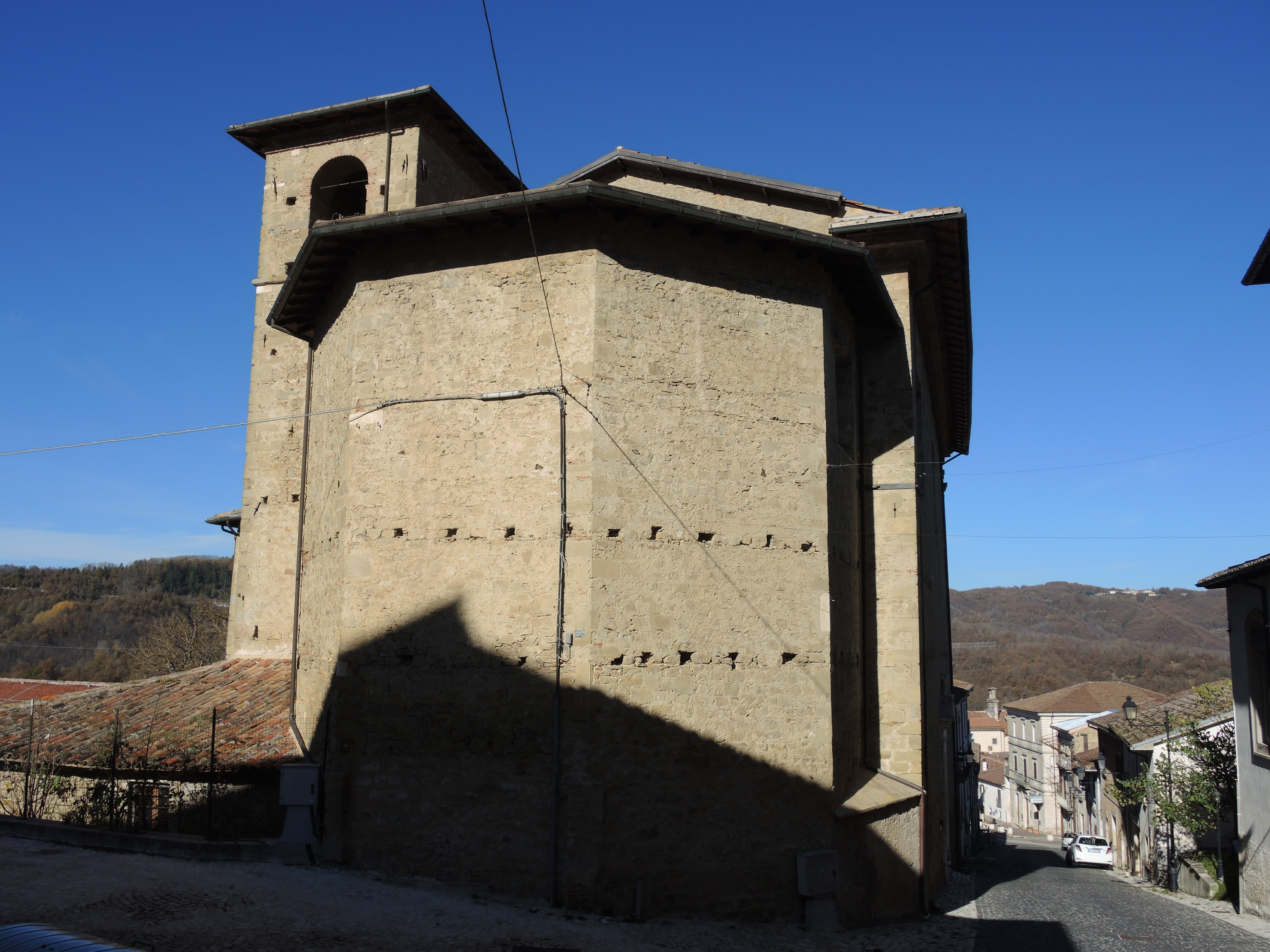
Chiesa del Beato Andrea, Montereale

### Alto Aterno
- Chiesa di San Paolo Apostolo - cimitero di Barete, risalente all'VIII secolo
- Chiesa di Santa Maria del Monte - in cima al paese di Pizzoli, accanto al Castello Dragonetti
- Castello Dragonetti De Torres - in alto a Pizzoli, era una struttura fortificata del XIII secolo, trasformata in residenza nel XVIII secolo
- Chiesa di San Lorenzo di Marruci - in questa località di Pizzoli, fu la prima sede delle reliquie di Sant'Equizio abate, seguace di San Benedetto, e oggi egli riposa nella chiesa del Gesù dentro L'Aquila
- Chiesa dei Santi Medici - centro di Cagnano Amiterno, una delle prime chiese fondate del paese
- Chiesa santuario del Beato Andrea da Montereale - situata al centro di Montereale, è la prima di una lunga serie di monumenti di questo comune
- Chiesa santuario di Santa Maria in Pantanis - in questa località di Montereale, risale al XIII secolo
- Santuario della Madonna degli Angeli - nella parte bassa del centro di Capitignano
- Santuario di Santa Maria Apparente - nei pressi del lago di Campotosto

### Medio Aterno (Conca aquilana)

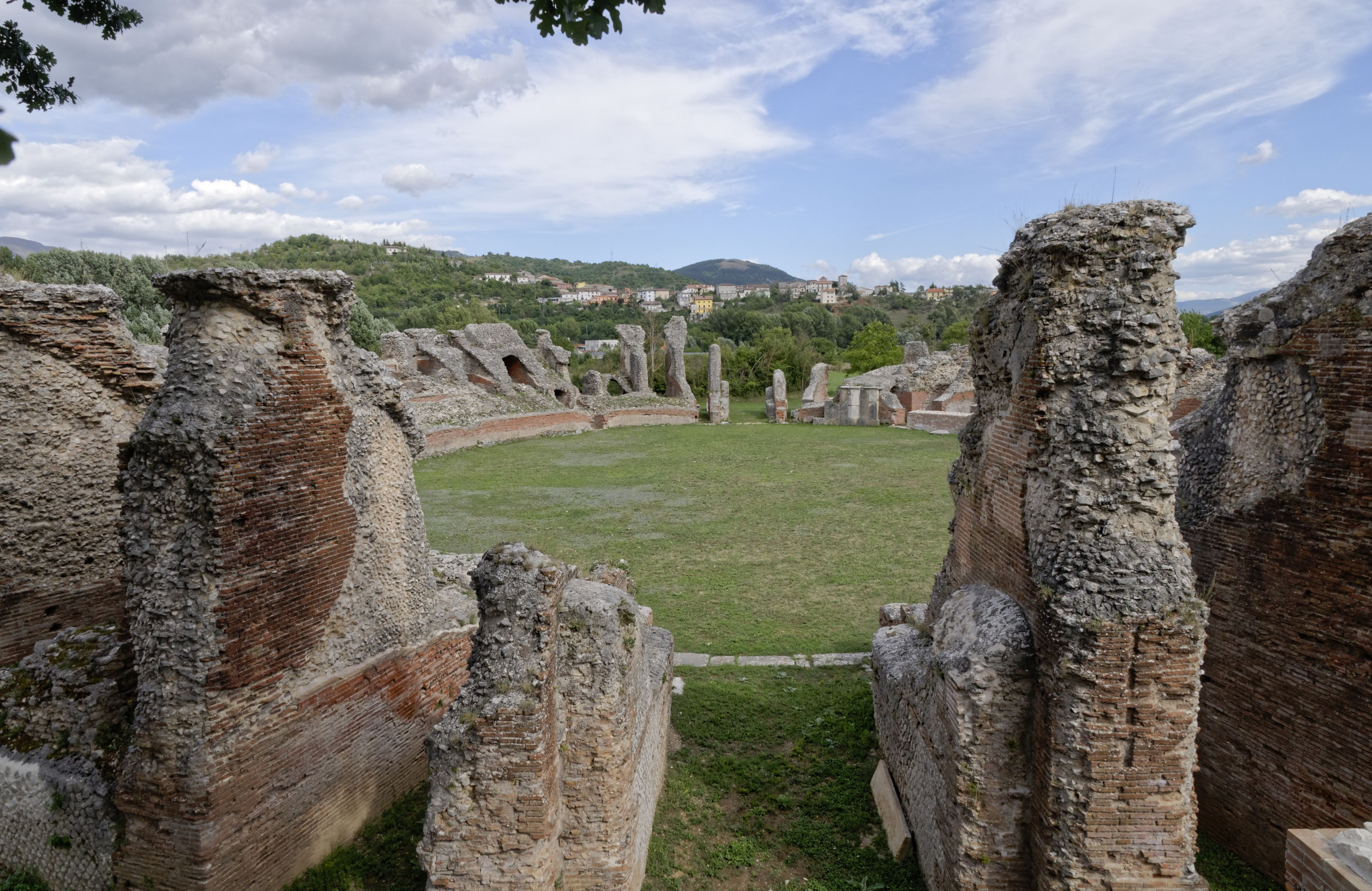
Anfiteatro di Amiternum

Santa Maria di Collemaggio (L'Aquila)

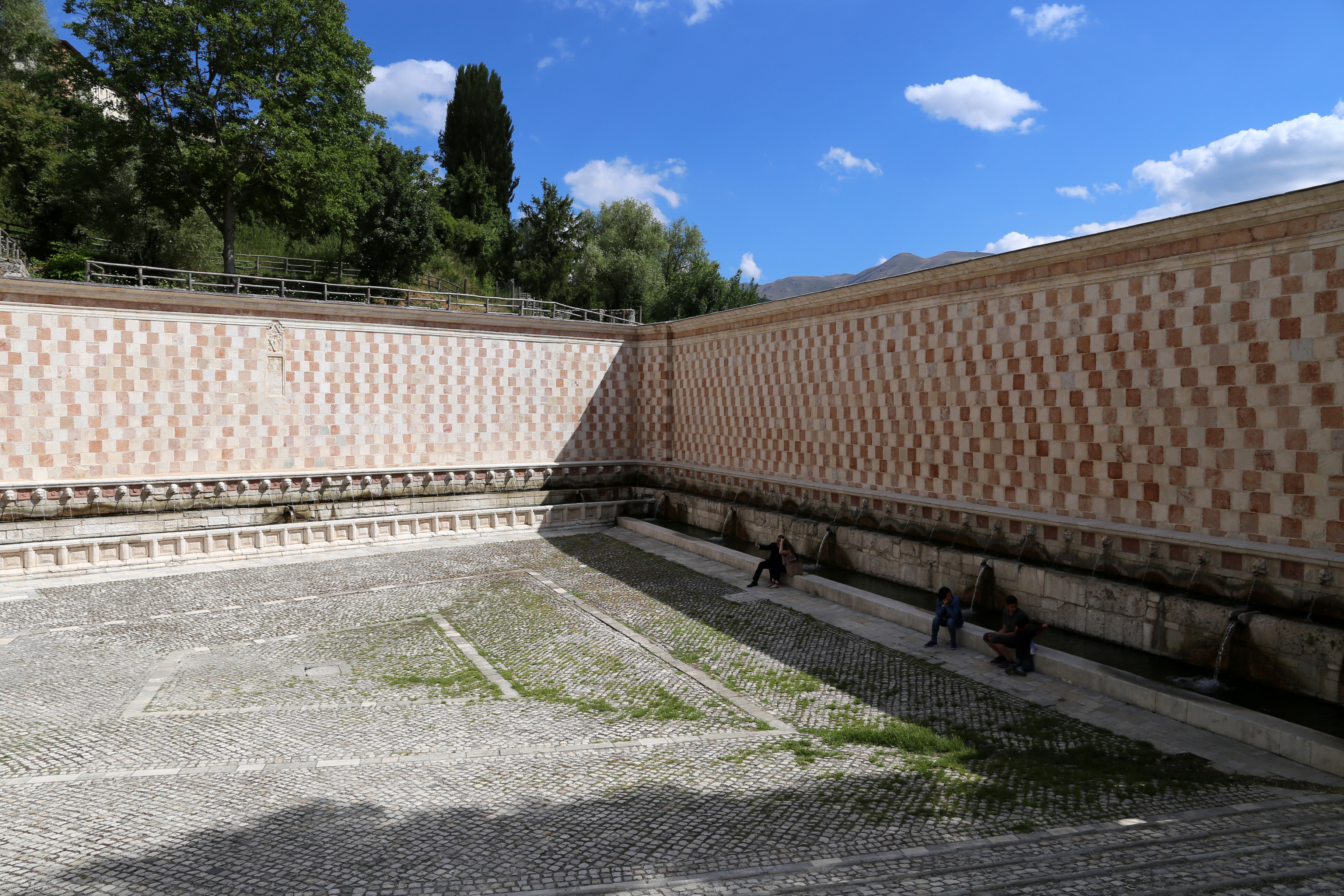
Fontana delle 99 cannelle, L'Aquila

Tralasciando i monumenti della città capoluogo, ci si limiterà a fornire un elenco dei principali palazzi, chiese, o siti archeologici:
- Chiesa di Sant'Antonio abate o San Giovanni - località Campo di Pile, nella parte ovest dell'Aquila
- Convento di San Giuliano - località omonima, a nord-ovest della città
- Chiesa della Madonna Fore - presso località San Giuliano
- Ruderi del monastero agostiniano di Sant'Onofrio - località San Giacomo, fu la prima sede di quest'ordine, prima del trasferimento nel XIII secolo dentro le mura dell'Aquila
- Chiesa di San Pietro Apostolo o di Santa Maria delle Grazie - località Coppito, del XIII secolo
- Chiesa della Madonna della Neve - sorge presso il fiume Vetoio, che si collega con l'Aterno, non distante da contrada Coppito
- Chiesa della Madonna di Pettino - località Pettino Nord, del XVII secolo
- Amiternum: con anfiteatro, teatro, casa dei gladiatori - località San Vittorino
- Chiesa e catacombe di San Michele - località San Vittorino, è una delle chiese campestri più antiche della valle (IX-XIII secolo)
- Chiesa di Santa Giusta - in Sassa paese
- Chiesa santuario della Madonna di Roio - in contrada Poggio di Roio
- Abbazia di San Benedetto - nel centro di Arischia
- Sito archeologico di Forcona - località Civita di Bagno, e lungo la strada Marsicana, si trova anche la Cattedrale di San Massimo, la cui sede vescovile fu spostata a L'Aquila nel 1257.
- Chiesa di San Nicola di Bari - Monticchio
- Necropoli di Fossa - nella parte bassa del Comune, lungo la SS261
- Castello di Sant'Eusanio Forconese - in cima alla montagnetta che sovrasta il centro
- Chiesa parrocchiale di San Demetrio Guerriero - nel centro di San Demetrio ne' Vestini, nella parte più bassa, costeggiando la strada statale
- Chiesa di San Mauro - nel cimitero comunale di San Demetrio, è molto antica. Nei pressi si trova anche l'area naturale Fossa di Ripa.

### Basso Aterno (Valle Subequana)

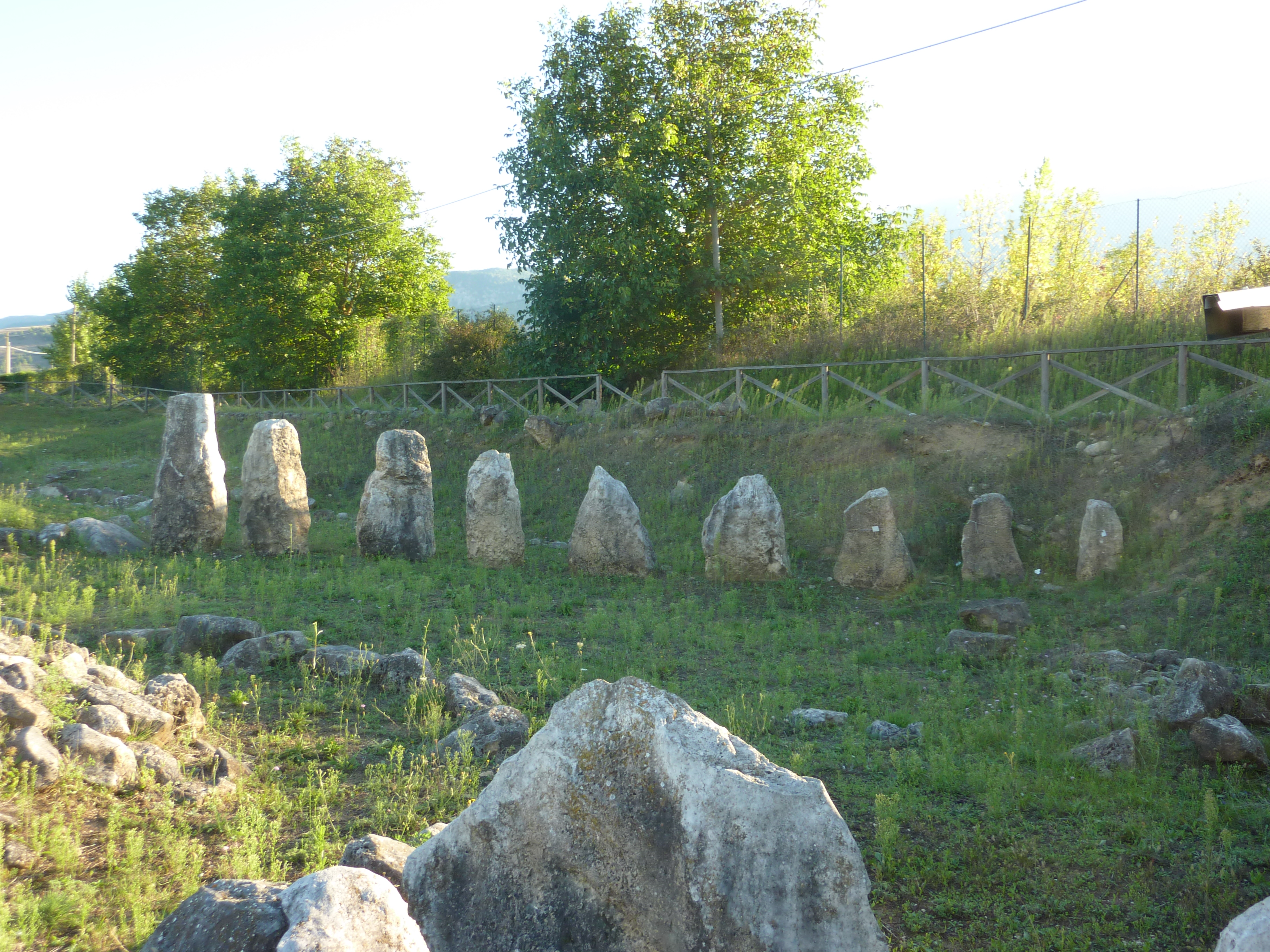
Necropoli di Fossa

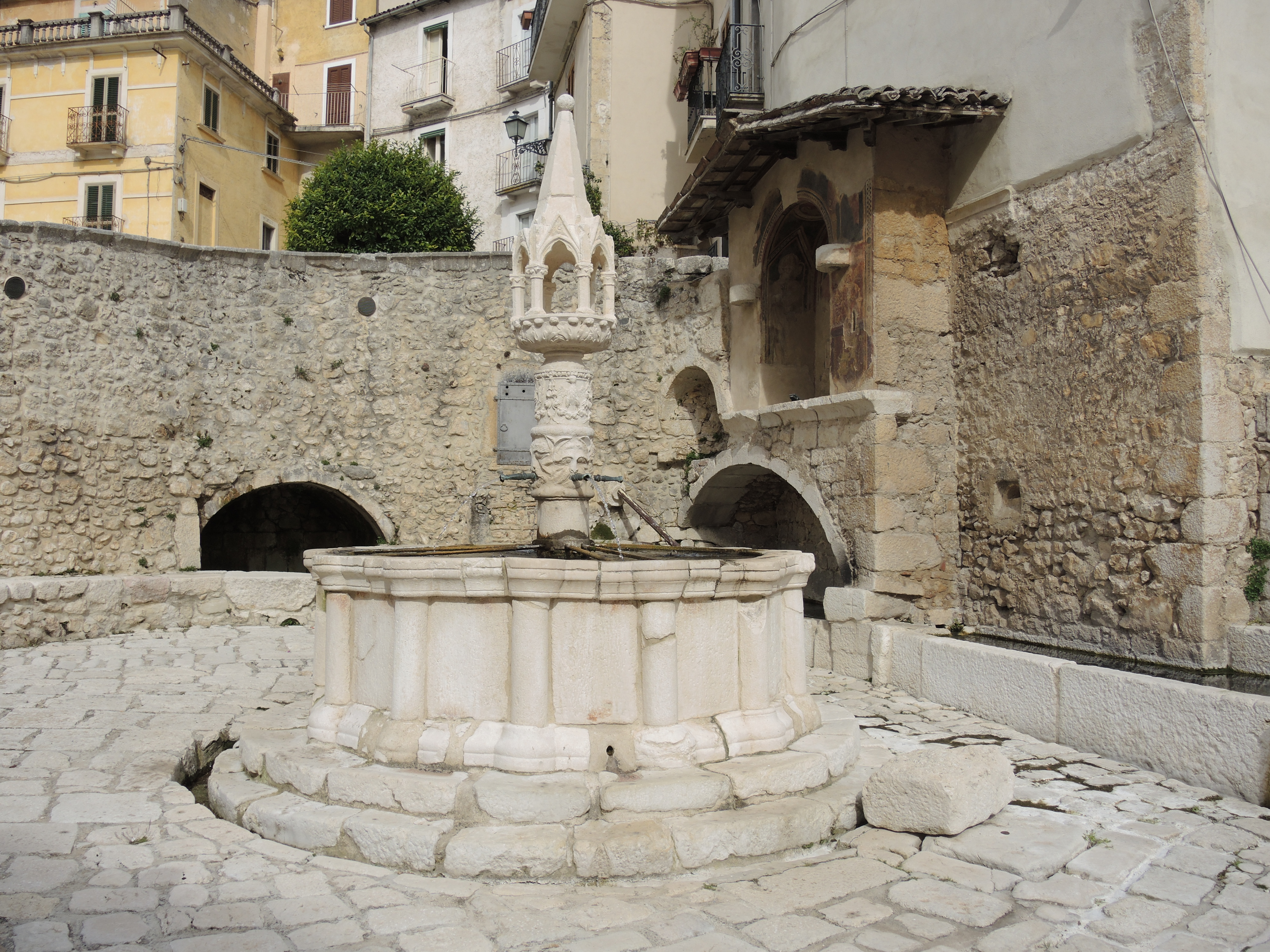
Fontana trecentesca di Fontecchio

Si trova nella parte sud-ovest della città. Oltrepassata Porta Rivera, con la famosa fontana delle 99 cannelle, che prende le acque anche da questo fiume, l'Aterno circonvalla il Campo di Fossa dove si trova Porta Napoli, e compie un giro oltre la basilica di Santa Maria di Collemaggio, s'infila nella piana dei quartieri moderni Sant'Elia-Torretta, San Cipriano e Monticchio, costeggiando la Strada statale 261, tra Sant'Eusanio Forconese e Fossa, passando poi tra Villa Sant'Angelo e San Demetrio ne' Vestini. I monumenti che si incontrano nelle immediate vicinanze sono:
- Fagnano Alto: questo Comune è un insieme di borghi sparsi, i più vicino al fiume sono Campana, Ripa, Corbellino. In Campana si trovano la chiesa a pianta ellittica di San Giovanni Battista (XVIII secolo) e un ponte romano con le torri di avvistamento, uno dei meglio conservati dell'area e dell'Abruzzo. L'area è sovrastata inoltre dal colle di contrada Castello, dove si trova un castello a pianta ellittica dell'XI secolo, del tipo recinto con le torri rompitratta, provvisto di abitazioni interne, e di chiese romaniche, di cui si ricorda quella di Santa Maria e San Pietro.
- Fontecchio: attraversato nella parte bassa dal fiume, si conservano infatti resti di mulini dell'acqua, la chiesa della Madonna della Vittoria, e poi quella tratturale della Madonna delle Grazie. L'acqua del fiume è captata dalla bellissima Fonte trecentesca, che sorge in centro nel paese.
- Chiesa collegiata di Santa Maria del Ponte (XIII-XVII secolo) - nel borgo omonimo, nel Comune di Tione degli Abruzzi. Il fiume divide i due abitati, attraversabili da un ponte. Proseguendo verso sud, si trovano la torre di avvistamento di Goriano Valli (Tione), e poi i centri del Comune di Acciano.
- Acciano: il fiume attraversa il borgo medievale di frazione Beffi, con la chiesa di San Michele e la torre di guardia dell'abitato, molto ben conservate. Successivamente il fiume lambisce il paese di Molina Aterno, e arriva alle pendici della Conca Peligna, lasciandosi ad ovest la Valle Subequana di Secinaro e Castelvecchio Subequo.

### Verso la Val Pescara

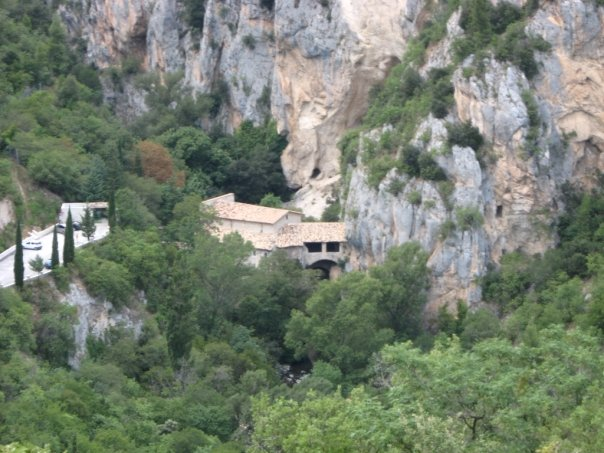
Eremo di San Venanzio, Raiano

Passato il centro di Molina Aterno, l'Alento arriva alle pendici della Conca Peligna il cui fulcro è Sulmona. Dal territorio di Raiano, mediante le Gole di San Venanzio con l'eremo, il fiume attraversa questa forra, si unisce a un affluente, attraversando il paese di Vittorito, per raggiungere Popoli Terme, presso le sorgenti del Pescara all'imbocco della Val Pescara, costeggiando l'autostrada A25 Torano-Pescara, e arrivando sempre di più al primo centro della provincia pescarese, dove si trovano gli impianti industriali. La riserva naturale guidata Sorgenti del Fiume Pescara è di interesse regionale e nazionale, l'unico monumento di interesse che si trova lungo questo percorso, dopo l'eremo di Raiano, e è la cappella della Madonna di Contra, presso Vittorito.

### Natura
Campo Imperatore, Monte Ocre, Lago di Civita di Bagno, Lago del Vetoio, Riserva naturale del Lago Sinizzo (San Demetrio ne' Vestini), Grotte di Stiffe.

## Turismo

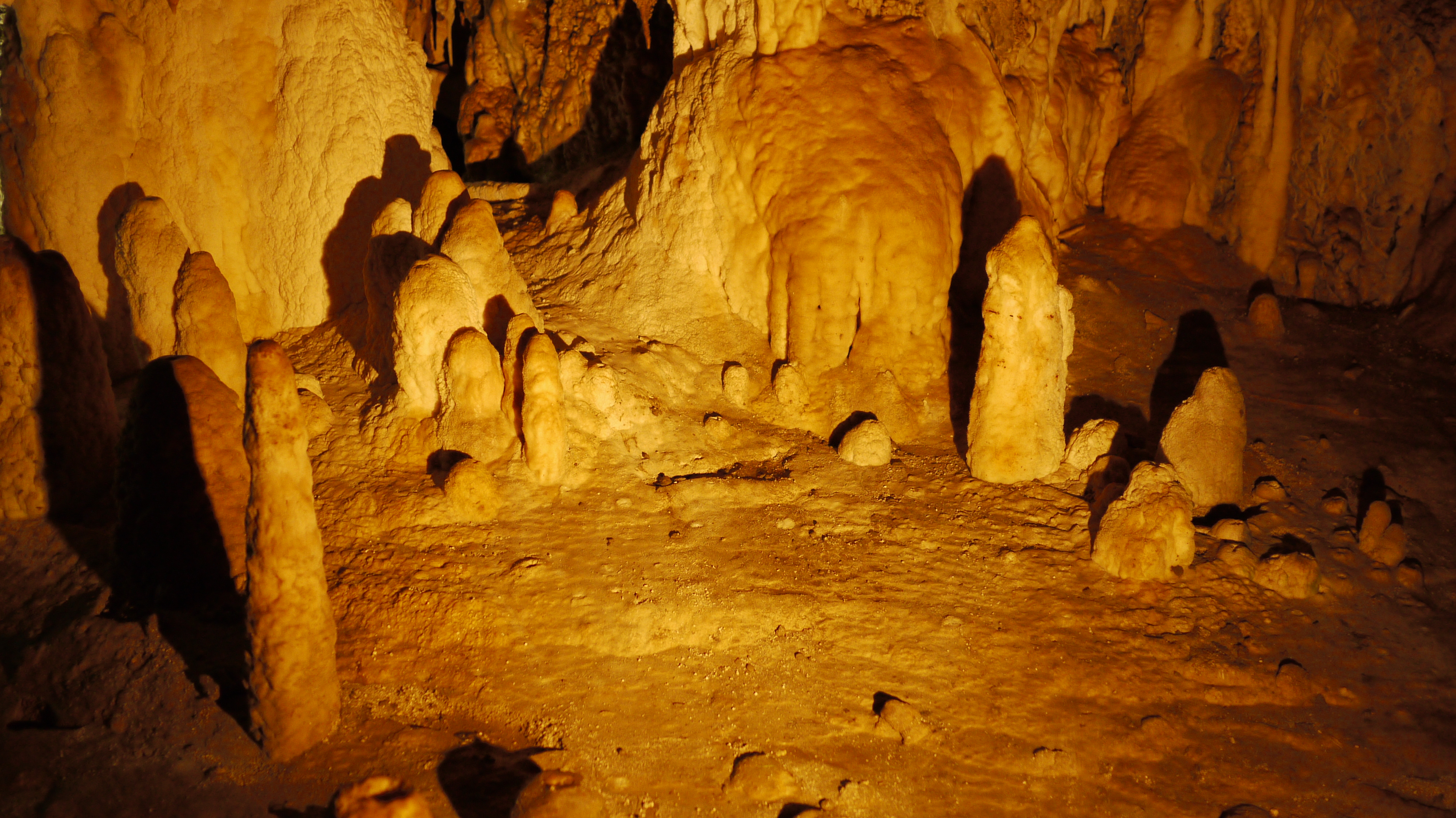
Grotte di Stiffe

Dato il territorio quasi completamente vergine, eccettuata la conca del Capoluogo, da grandi fenomeni di industrializzazione, la valle è un punto d'incrocio tra l'altopiano di Navelli a sud-est, e l'Altopiano delle Rocche ad ovest, oltre la Cresta dei Monti Cagno ed Ocre, per raggiungere gli impianti sciistici di Campo Felice. Il turismo può variare, da quello enogastronomico, a quello culturale e artistico, nonché a quello invernale, per la presenza del villaggio Fonte Cerreto, sopra Assergi, luogo di accesso gli impianti funiviari di Campo Imperatore e del Gran Sasso.
La valle tuttavia è principalmente caratterizzata, al livello naturale, dalle riserve delle Gole di San Venanzio (Raiano), dalle sorgenti della Pescara (Popoli Terme), e risalendo verso L'Aquila, dalla riserva Ripa di Fagnano, dall'Oasi naturale di Fontecchio, e dalle grotte di Stiffe, presso San Demetrio.